# Фредоль, Беренже де (старший)
Беренже де Фредоль старший (фр. Béranger Frédol l’Ancien; ок. 1250, Лаверюнн, королевство Франция — 11 июня 1323, Авиньон, Авиньонское папство) — французский куриальный кардинал. Епископ Безье с 1294 по 15 декабря 1305. Декан Священной Коллегии Кардиналов с апреля 1321 по 11 июня 1323. Кардинал-священник с титулом церкви Санти-Нерео-эд-Акиллео с 15 декабря 1305 по декабрь 1309. Кардинал-епископ Фраскати с декабря 1309 по 11 июня 1323.

## Ранние годы и священство
Родился Беренже де Фредоль старший около 1250 года, в замке Лаверюнн, епархия Магелона, королевство Франция. Сын Гийома де Фредоля, сеньора де Ла Верюнн. Племянник Папы Климента V. Дядя кардинала Беренже де Фредоль младшего (1312 год). Его также указывали как Беренгарио Стеделли, его имя Беренгар и Беренгарус, а его фамилия Фредоли.
Беренже де Фредоль изучал каноническое право.
Каноник и суб-певчий соборного капитула в Безье. С 1287 года аббат Сен-Афродиза, в Безье. Каноник митрополичьего соборного капитула Нарбонны. Архидиакон Корбьера. Каноник митрополичьего соборного капитула Экс-ан-Прованса. Капеллан Папы Бонифация VIII. Профессор права в Болонском университете. Викарий Рима в понтификат Папы Климента V.

## Епископ
Избран епископом Безье в 1294 году, занимал епархию до своего возведения в кардиналы. Рукоположен в епископы 28 октября 1294 года. Как канонисту, Папа поручил ему компиляцию «Liber Sextus» из декреталий. Аудитор Священной Римской Роты в 1298 году.

## Кардинал
Возведён в кардинала-священника с титулом церкви Санти-Нерео-эд-Акиллео на консистории от 15 декабря 1305 года.
Кардинал Беренже Фредоль назначен великим пенитенциарием в 1306 году. Он вмешался в процесс рыцарей-тамплиеров и отправился в Шинон, чтобы предложить отпущение грехов великому магистру Жак де Моле. Избран для сана кардиналов-епископов и субурбикарной епархии Фраскати после 10 августа 1309 года (вероятно, в декабре того же года). Папский легат перед королём Филиппом IV Французским в 1312 году; с несколькими миссиями. Участвовал в Конклаве 1314—1316 годов, который избрал Папу Иоанна XXII. Декан Священной Коллегии Кардиналов с апреля 1321 года. Он основал монастырь канонисок в Безье.
Кардинал Беренже Фредоль написал «Reurtorium iuris».
Скончался кардинал Беренже де Фредоль старший 11 июня 1323 года, в Авиньоне. Похоронен в соборе Святых Назария и Цельсия, в Безье.